# Famille de Croismare
La famille de Croismare est une famille éteinte de la noblesse française originaire de Normandie.

## Histoire
La famille de Croismare est originaire de Rouen, en Normandie. Elle fut anoblie par lettres en 1363.
Différentes branches de cette famille furent maintenues nobles en 1666, dans les généralités de Caen et de Rouen.
La branche de Richeville et de Portmort, dernière branche de cette famille, s'éteignit au XXe siècle.

## Branches
La famille de Croismare a formé plusieurs branches :
- St-Jean-du-Cardonnay ( -1601)
- la Pinnelière et Lasson ( -1842)
- Richeville et Portmort (éteinte au XXe siècle)
- les Ailleurs ( -1630 en France), Jean des Ailleurs (* vers 1520 †, le 11 août 1575) se rendit à Brême et prit le nom de Johann Alers, citoyen de Brême, 1560 Eltermann (conseiller), N. Kimmen - cette branche est éteint au XXe siècle. Literatur: Universität Düsseldorf, Universitäts- und Landesbibliothek. In: Gothaisches genealogisches Taschenbuch der briefadeligen Häuser, Gotha: Perthes, 1907–1909.
- Limésy et Pelletot ( -1589)

## Personnalités
- Robert de Croismare (vers 1445-1493), archevêque de Rouen de 1483 à 1493.
- Nicolas de Croixmare (1629-1680), sieur de Lasson, écrivain, mathématicien et chimiste.
- Marc-Antoine-Nicolas de Croismare (1694-1772), marquis de Lasson

## Généalogie

### Branche ainée de Saint-Jean-du-Cardonnay
```
Guillaume [I], vivant en 1291
X Elache de Creuilly
│
├──> Jean, seigneur de Beuvilliers
│
└──> Guillaume [II] († vers 1390), seigneur de 
Croismare
, 
Saint-Jean-du-Cardonnay
, 
Limésy
, 
Pelletot
, Les Ailleurs, Saint-Just, anobli en 1363
     X 1) Marie Gaillande
     X 2) Jacqueline du Bosc, veuve de Jean Naguet, nièce de 
Nicolas du Bosc
 († 1408), chancelier et évêque de Bayeux
     │
     ├──> 1) Robert (branche des seigneurs de Limésy, éteinte à la mort d'Adrien de Croismare en 1589)
     |       X Alisson Filleul, fille d'
Amaury Filleul
, seigneur de Freneuse et maire de Rouen (1353)
     │
     └──> 1) Guillaume [III] dit le Jeune († av. 1390), seigneur de Saint-Jean-du-Cardonnay et autres lieux
          X 1386 Isabelle Naguet, fille de Jean et de Jacqueline Du Bosc
          │
          ├──> Nicolas, chevalier banneret, sans descendance
          │
          ├──> Guillaume (branche des seigneurs des Ailleurs)
          |    X Perette Roussel, nièce de 
Raoul Roussel
 († 1452), archevêque de Rouen
          |    |
          |    └──> 
Robert
 (vers 1445-1493), archevêque de Rouen
          │
          └──> Jean [I], seigneur de Saint-Jean-du-Cardonnay et de la Pinnelière
               x Jeanne de Surtainville
               |
               └──> Jean [II], seigneur de Saint-Jean-du-Cardonnay
                    X 1447 Jeanne de Fresnel, fille de Jean, nièce de 
Pierre de Fresnel
 († 1418), évêque de Lisieux
                    |
                    ├──> Jean, sans descendance
                    |
                    ├──> Marguerite
                    |    X sieur de Roncherolles
                    |
                    ├──> Jeanne
                    |    X sieur de Gausseville
                    |
                    └──> Robert, seigneur de Saint-Jean-du-Cardonnay
                         X Anne de Valsemey
                         |
                         ├──> Guillaume
                         |
                         ├──> Nicolas
                         |
                         ├──> Anne
                         |    X 1512 Jacques Eudes, seigneur de Catteville
                         |
                         ├──> Jacqueline
                         |    X sieur du Toupin
                         |
                         └──> René († 1528), seigneur de Saint-Jean-du-Cardonnay, membre de l'
Échiquier de Normandie

                              X Anne Roussel († 1569)
                              |
                              ├──> Robert, sans descendance
                              |
                              └──> Charles, seigneur de Saint-Jean-du-Cardonnay, député de la noblesse aux États de Normandie (1579)
                                   X Anne Jubert, fille de Guillaume, seigneur de Villy
                                   |
                                   ├──> Claude († 1590 à la 
bataille d'Ivry
), seigneur de Saint-Jean-du-Cardonnay
                                   |    X Anne du Moucel, dame de Bourdon, fille de Jean, vicomte de Boisville et d'Avremesnil
                                   |    |
                                   |    ├──> Thomas († 1601), seigneur de Saint-Jean-du-Cardonnay
                                   |    |
                                   |    └──> Marie
                                   |         X Adrien d'Herbouville, seigneur de Berquetot, 
Luneray
, 
La Gaillarde
 et Saint-Jean-du-Cardonnay
                                   |
                                   ├──> Nicolas (branche des seigneurs de la Pinnelière et de 
Lasson
)
                                   |
                                   ├──> Charles (branche des seigneurs de 
Portmort
)
                                   |
                                   ├──> Marthe
                                   |    X René de Campulé
                                   |
                                   ├──> inconnue
                                   |    X sieur de 
Cideville

                                   |
                                   ├──> Louis († vers 1587)
                                   |
                                   └──> Jacques († vers 1587)
```

### Branche de la Pinnelière et de Lasson
```
Nicolas, seigneur de la Pinnelière, conseiller du roi en son conseil, doyen des conseillers du Parlement de Rouen
X 1) Catherine de La Roche, dame de Vadremare
X 2) Elisabeth de Novince
│
├──> 2) Louis, seigneur de la Pinnelière, d'
Écrammeville
, Castillon, conseiller au Parlement de Rouen
|       X 1628 Madeleine de Revie, fille de Jacques, seigneur et baron de 
Lasson

|       |
|       ├──> Nicolas († 1680), seigneur et baron de Lasson
|       |    X Madeleine Le Pionnier
|       |    |
|       |    └──> Élisabeth
|       |         X François Nicolas de Croismare, seigneur de Rottoirs et de la Plesse
|       |
|       ├──> Louis, capitaine, sans descendance
|       |
|       ├──> Pierre, sieur de Grou, sans descendance
|       |
|       ├──> Jacques, dit l'abbé de Lasson, sans descendance
|       |
|       └──> Élisabeth, sans descendance
│
├──> 2)Nicolas, président de la 
Cour des aides
 de Normandie
|    X 1) Anne de Couvigny, veuve d'Adrien de Gislain, seigneur de Bénouville
|    X 2) 1658 Jeanne de Montault, fille d'Anne, sieur de la Bresle
|    │
|    ├──> 1) Pierre, sans descendance
|    │
|    └──> 2) François Nicolas, seigneur de Rottoirs et de la Plesse
|         X Élisabeth de Croismare, fille de Nicolas, seigneur et baron de Lasson
|         │
|         ├──> 
Marc Antoine Nicolas
, (1694-1772), seigneur et baron de Lasson, chevalier de Saint-Louis
|         |    X 1735 Suzanne Davy de la Pailleterie
|         |    |
|         |    ├──> Anne François Nicolas Eugène († 1765)
|         |    |
|         |    ├──> Pierre Antoine († 1767), capitaine dans un régiment du roi
|         |    |    X 1765 Marguerie de Vassy, sœur de la marquise de Canisy
|         |    |
|         |    └──> Suzanne
|         |         X 1768 de Montalembert, capitaine d'un régiment du roi
|         │
|         ├──> Louis Eugène (1700- ), marquis de Craon, chevalier de Malte, maréchal de camp, commandeur de l'ordre de Saint-Louis
|         |    X L'abbé, fille du comte de Morvilliers, baron de Bouffremont et de Vrécourt
|         |    |
|         |    └──> Louis ( † 1842)
|         |         X Marie Séraphine Renée de Croismare, fille de Jacques Charles, comte de Croismare
|         |         |
|         |         └──> Louise Charlotte Henriette (1786-1841)
|         |              X 1804 
Pierre-Simon d'Alsace de Hénin-Liétard
 (1772-1825), 
chambellan
 de 
Napoléon
 
I
er

|         │
|         └──> Élisabeth Thérèse (1689- )
|              x 1710 Louis Hercule de Verquelin, marquis d'Hermanville
|
├──> 2) Pierre, seigneur de Rottoirs et de la Plesse
|    X 1536 Judith de Clermont, fille de Georges [II], seigneur de Clermont, veuve de Centurion de Pardieu, seigneur de Boudeville
|
├──> 2) Jacques, seigneur de Vauxricher
|    X Marie Renault de Bellecourt
|
├──> 2) Élisabeth († 1631)
|    X Charles de Pernelles, seigneur du Mesnil
|
└──> 2) Catherine
     X 1) Robert Le Mierne, sieur de la Ruaudière
     X 2) Jacques de Montigny, lieutenant général des armées du roi, gouverneur de Dieppe
```

### Branche de Richeville et de Portmort
```
Charles, seigneur de Portmort, dit capitaine Saint-Jean
X 
Antoinette de Tilly
, fille de Jacques, seigneur de 
Blaru

│
├──> Jacques († 1691), seigneur de Portmort, chevalier de Malte
|       X 1658 François Fouet, fille de Marin, président en l'
élection d'Andely, Vernon et Gournay

|       |
|       ├──> Charles (1640- ), dit le baron de Croismare, sans descendance
|       |
|       ├──> Adjutor
|       |    X Duval
|       |    |
|       |    └──> Jacques, garde du roi
|       |         X Louise Allorge de Senneville
|       |
|       ├──> Louis (1645-1702), seigneur de Valmesnil, sans descendance
|       |
|       ├──> Jacques, capitaine au régiment d'Anjou, sans descendance
|       |
|       ├──> Jean, dit le chevalier de Croismare, sans descendance
|       |
|       ├──> François (1653-1711)
|       |    X 1) Marie Françoise Roussel, fille du seigneur de la Bâtre
|       |    X 2) Anne de Henault, fille de Claude, seigneur de 
Launay

|       |    |
|       |    ├──> 1) Jacques François (1684-1724), seigneur de la Poterie, capitaine dans le régiment de Bretagne
|       |    |       X 1714 Marguerite Catherine de Brevedent (1693- )
|       |    |       |
|       |    |       ├──> Jacques François (1718-1817), seigneur de la Poterie, marquis de Croismare
|       |    |       |    X 1758 Élisabeth Louise Le Bas de Courmont, fille de 
Louis Dominique
, 
fermier général
 
|       |    |       |    |
|       |    |       |    ├──> Louise Charlotte (1760-1762)
|       |    |       |    |
|       |    |       |    └──> Jacques René (1762-1809), marquis de Croismare
|       |    |       |         X 1787 Louise Émilie Charlotte (1768-1833), fille de Jacques Charles, marquis de Croismare
|       |    |       |         |
|       |    |       |         └──> Charles Louis (1792- ), marquis de Croismare
|       |    |       |              X Sophya Syer, fille de sir William Syer de Tregynon, grand juge de la présidence de 
Bombay

|       |    |       |              |
|       |    |       |              ├──> Roger Marie Georges Ambroise (1824- )
|       |    |       |              |
|       |    |       |              ├──> Alix Charlotte Égidie (1828- )
|       |    |       |              |
|       |    |       |              ├──> Clotilde Josepha (1831- )
|       |    |       |              |
|       |    |       |              ├──> Olga Marine (1832- )
|       |    |       |              |
|       |    |       |              ├──> Émilie Mary Léonie (1835- )
|       |    |       |              |
|       |    |       |              └──> Claude Charles René (1838-1841)
|       |    |       |
|       |    |       ├──> Marguerite Élisabeth (1720-1759)
|       |    |       |
|       |    |       ├──> Émilie Renée (1721-1759)
|       |    |       |
|       |    |       ├──> Marguerite Catherine
|       |    |       |
|       |    |       └──> Françoise Charlotte
|       |    |
|       |    ├──> 2) Jacques René (1699- ), marquis de Croismare, lieutenant général des armées du roi, gouverneur de l'
école royale militaire

|       |    |       X 1729 Louise Charlotte Bouillant
|       |    |       |
|       |    |       └──> Jacques Charles (1730- ), marquis de Croismare, maitre de camp de cavalerie
|       |    |            X 1766 Louise Henriette Gabrielle de Guillot de la Motte, fille d'Augustin Jérôme, marquis de la Motte
|       |    |            |
|       |    |            ├──> Marie Renée Séraphine (1766- )
|       |    |            |    X 1783 Louis de Croismare, comte de Croismare
|       |    |            |    |
|       |    |            |    └──> Henriette Séraphine (1786-1841)
|       |    |            |         X 1804 
Pierre-Simon d'Alsace de Hénin-Liétard
 (1772-1825), 
chambellan
 de 
Napoléon
 
I
er

|       |    |            |
|       |    |            └──> Louise Charlotte Émilie (1768-1833)
|       |    |                 X 1787 Jacques René de Croismare (1762-1809), marquis de Croismare, officier aux gardes françaises
|       |    | 
|       |    ├──> 2) Henri (1700- ), commandant de la 
Petite Écurie
 du roi, lieutenant du roi du duché de 
Gisors

|       |    |       X 1736 Marie Thérèse Le Duc († 1752)
|       |    |       |
|       |    |       ├──> Marie Émilie
|       |    |       |    X 1754 de Nollent, seigneur de Coullerville
|       |    |       |
|       |    |       ├──> Marie Henriette
|       |    |       |    X 1760 Charles Lambert, seigneur de Cambray
|       |    |       |
|       |    |       ├──> Ambroise Charles (1749- ), vicomte de Croismare, lieutenant général des armées du roi
|       |    |       |    X Le Bas de Courmont
|       |    |       |    |
|       |    |       |    ├──> Théodore (1782- )
|       |    |       |    |    X 1) Blanche de Gasville
|       |    |       |    |    X 2) Antoine de Chastenoy
|       |    |       |    |    |
|       |    |       |    |    ├──> 2) Georges
|       |    |       |    |    |
|       |    |       |    |    ├──> 2) Anatole (1836- )
|       |    |       |    |    |
|       |    |       |    |    ├──> 2) Gaston (1837- )
|       |    |       |    |    |
|       |    |       |    |    └──> 2) Marguerite (1840- )
|       |    |       |    |
|       |    |       |    ├──> Amédée (1784- ), comte de Croismare, chevalier de Malte
|       |    |       |    |    X Eugénie Pichorel
|       |    |       |    |    |
|       |    |       |    |    ├──> Eugéne
|       |    |       |    |    |    X 1838 Victorine de Deservillers
|       |    |       |    |    |    |
|       |    |       |    |    |    ├──> Marie († 1844)
|       |    |       |    |    |    |
|       |    |       |    |    |    └──> Eugénie Pauline (1843- )
|       |    |       |    |    |
|       |    |       |    |    ├──> Palmyre († 1825)
|       |    |       |    |    |
|       |    |       |    |    └──> Louise  († 1825)
|       |    |       |    |
|       |    |       |    ├──> Adèle (1783- )
|       |    |       |    |    X baron d'Estampes
|       |    |       |    |
|       |    |       |    └──> Alexandre (1786-1843), baron de Croismare, sans descendance
|       |    |       |
|       |    |       └──> une fille (1772-1782)
|       |    | 
|       |    ├──> 2) Suzanne
|       |    | 
|       |    ├──> 2) Émilie
|       |    | 
|       |    └──> 2) Jules César
|       | 
|       ├──> Jacques, sans descendance
|       |
|       ├──> Louis, sans descendance
|       |
|       ├──> Marie, sans descendance
|       |
|       ├──> Anne-Isabeau, sans descendance
|       |
|       ├──> Madeleine († 1710)
|       |    X 1675 Jacques Carel, seigneur de Mercey
|       |
|       ├──> Françoise
|       |    X 1669 Georges de Montgros, seigneur de Flicourt
|       |
|       └──> Marie († 1685)
|            X 1680 de Chauffour
│
├──> Nicolas, 
chanoine de Vernon

|
├──> François, chanoine de Vernon
|    
├──> Pierre, vicomte de Vernon, sans descendance
|    X Marguerite Fouet
|    
├──> François, capitaine au régiment de 
Roncherolles

|    
├──> Simon, sans descendance
|    
├──> Catherine
|    X Baudot, seigneur de Necuesse et le Val
|    
├──> Charles, gendarme de la garde, sans descendance
|    
└──> Marie, sans descendance
```

## Armes
| Armes de la famille de Croismare | D’azur au léopard d'or, armé et lampassé de gueules |

## Pour approfondir